# Comunità Montana Alento-Monte Stella
Die Comunità Montana Alento-Monte Stella ist eine Vereinigung aus elf Gemeinden in der italienischen Provinz Salerno in der Region Kampanien.
Das Gebiet der Comunità Montana Alento-Monte Stella umfasst die Gemeinden rund um den Monte Stella sowie dem Tal des Alento und hat eine Ausdehnung von 175 km².
In den elfköpfigen Rat der Comunità entsenden die Gemeinderäten der beteiligten Kommunen je ein Mitglied.

## Mitglieder
Die Comunità umfasst folgende Gemeinden:
- Cicerale
- Laureana Cilento
- Lustra
- Ogliastro Cilento
- Omignano
- Perdifumo
- Prignano Cilento
- Rutino
- Serramezzana
- Sessa Cilento
- Stella Cilento